# John Fielding Crigler
John Fielding Crigler (Charlotte, 11 de setembro de 1919) é um médico pediatra norte-americano. A síndrome de Crigler-Najjar recebeu este nome em sua homenagem, juntamente com Victor Assad Najjar.